# انتساب تصادفی
در آزمایش‌های علمی، انتساب تصادفی، گُمارش تصادفی یا تخصیص تصادفی یعنی این‌که شرکت‌کنندگان انسانی یا حیوانات آزمایشگاهی را به‌طور اتفاقی در گروه‌های مختلفی مثل گروه درمان و گروه کنترل قرار می‌دهند. این کار با روش‌هایی مانند انداختن سکه یا استفاده از عددسازهای تصادفی رایانه‌ای انجام می‌شود. هدف این است که هر شرکت‌کننده به‌طور برابر بخت قرار گرفتن در هر گروه را داشته باشد.
با این روش، اطمینان حاصل می‌شود که تفاوت‌هایی که بین گروه‌ها در پایان آزمایش دیده می‌شود، به‌احتمال زیاد ناشی از روش درمانی یا مداخلهٔ انجام‌شده است، نه تفاوت‌های اولیه بین افراد دو گروه.
علاوه بر تخصیص تصادفی، دو روش دیگر به نام «کور کردن» (یعنی اینکه افراد ندانند در کدام گروه هستند) و «کنترل متغیرها» هم به کار می‌روند تا نتایج دقیق‌تر و قابل‌اعتمادتری به دست آید. به همین دلیل، آزمایش‌های کنترل‌شدهٔ تصادفی (RCT)، مخصوصاً اگر دوطرفه کور و دارونمادار باشند، نقش بسیار مهمی در پژوهش‌های پزشکی دارند.
از دید ریاضی، تفاوت‌هایی میان «تصادفی واقعی»، «شبه‌تصادفی» و «نیمه‌تصادفی» وجود دارد. همچنین ابزارهایی که برای تولید عددهای تصادفی به کار می‌روند هم می‌توانند «واقعی» یا «شبه‌تصادفی» باشند. اینکه این تفاوت‌ها چقدر بر نتیجهٔ آزمایش تأثیر می‌گذارند، بستگی به طراحی دقیق و استاندارد پژوهش دارد. پژوهش‌هایی که با روش‌های شبه‌تصادفی انجام می‌شوند معمولاً تقریباً به اندازهٔ روش‌های کاملاً تصادفی ارزش دارند، ولی با اندکی احتیاط بیشتر ارزیابی می‌شوند.
انتساب تصادفی، با ایجاد گروه‌های مشابه، مقایسه در آزمایش‌ها را آسان می‌کند؛ مثلاً شبیه به مقایسه «سیب با سیب» و پرتقال با پرتقال می‌شود.
انتساب تصادفی:
- قدم اول: با مجموعه‌ای از نمونه‌ها کار را آغاز کنید؛ مثلاً ۲۰ نفر.
- قدم دوم: روشی برای انتساب تصادفی تعبیه کنید که کاملاً مکانیکی باشد (مثلاً پرتاب سکه).
- قدم سوم: به یک گروه موضوعاتی با «سربرگ» اختصاص دهید: گروه کنترل. موضوع «خطوط» را به گروه دیگر اختصاص دهید: گروه آزمایش.

## نمونه
آزمایشی با یک گروه رفتار و یک گروه کنترل را در نظر بگیرید. فرض‌کنید برای ۵۰ نفر مورد آزمایش قرار گرفته‌اند (۲۵ نفر با چشمان آبی و ۲۵ نفر با چشمان قهوه‌ای). اگر آزمایش‌کننده تمام افراد چشم‌آبی را به گروه رفتار و تمام افراد چشم‌قهوه‌ای را به گروه کنترل اختصاص دهد، یک‌طرفه خواهند بود. در زمان آنالیز نتایج، باید به این سؤال رسیدگی شود که آیا علت یک تأثیر مشاهده شده به‌کارگیری شرایط آزمایشی بوده یا ریشه آن به رنگ چشم وابسته بود.
با انتساب تصادفی، به‌طور تصادفی رفتار یا کنترل بودن، به اعضا اختصاص داده می‌شود و در نتیجه اگر علت یک شانس مشاهده شده، تصادفی یا رفتار آزمایشی باشد، احتمال تشخیص بیشتر خواهد بود.
اگر گروهی که به‌طور تصادفی انتساب شده است، با میانگین مقایسه شود، درخواهید یافت که آن‌ها از نظر آماری متفاوتند، اگرچه آن‌ها از گروه یکسان منتسب شده بودند. برای توضیح آماری این ایده باید گفت، اگر یک آزمون معناداری آماری در گروه‌های به‌طور تصادفی انتساب شده، به کار روند، تا اختلاف بین میانگین نمونه و فرض صفر آزمایش شود که آیا با میانگین جامعه یکسان است، با داشتن احتمال توزیع، فرض صفر گاهی «رد» می‌شود، که این غیر محتمل می‌باشد. در نتیجه گروه به اندازه کافی در متغیرهای تست‌شده مختلف خواهد بود، تا از نظر آماری نشان دهد آن‌ها از جامعه یکسانی به‌دست نیامده‌اند، اگرچه، به‌طور رویه‌ای، آن‌ها از گروه کلی یکسانی انتساب شده بودند. در مثال بالا، استفاده از انتساب تصادفی موجب انتسابی به گروه می‌شود که دارای ۲۰ فرد چشم‌آبی و ۵ فرد چشم‌قهوه‌ای در یک گروه می‌باشد. در انتساب تصادفی این یک حالت نادر است، اما امکانش وجود دارد، و زمانی که این اتفاق روی دهد، ممکن است اندکی شک به فرضیه آزمایشی بیفزاید.
از آن‌جا که بیشتر تست‌های آماری نیاز به فرضیه یک جامعه نمونه‌گیری‌شده تصادفی مستقل دارند، انتساب تصادفی روش انتساب مورد نظر می‌باشد، زیرا کنترل تمام خواص اعضای نمونه را فراهم می‌کند و اساس ریاضیاتی تخمین احتمال برابری گروهی ویژگی‌های جذاب را امکان‌پذیر می‌نماید. می‌توان برای اتخاذ نتیجه بهتر از روش‌های نمونه‌گری آماری دیگری نیز استفاده کرد.